# Documento protestado
Un documento protestado, o bien un "protesto" es un acto de naturaleza formal que sirve para demostrar de una forma auténtica que un documento fue presentado oportunamente para su aceptación o pago, pero no se realizó. Esto se realiza generalmente cuando los documentos por cobrar por parte de una empresa no están siendo recuperados y en ese aspecto lo más recomendable es hacer un trámite del cobro por la vía legal mediante la contratación de un abogado o despacho independiente.
También, hay que saber que hay entidades que le llaman a este procedimiento "endoso en procuración", pero legalmente se le conoce como "protesto de documentos", o bien, "documento protestado"'.

## Utilidad
A través del protesto se da fe pública de que el documento no fue aceptado o pagado, por lo que éste deberá levantarse en el lugar fijado en el documento para su aceptación o pago, dentro de los dos días hábiles que sigan a la presentación. Además, si el documento no se protesta, no se tiene ni una base formal para iniciar el  cobro forzoso. 

## Cuenta de documentos protestados
La cuenta de documentos protestados es una cuenta de activo circulante. Se carga del valor nominal de los documentos que se protestan y se abona cuando estos sean cobrados por el tenedor. Su saldo es deudor y representa el valor nominal de los documentos protestados aún no cobrados. 